# Negreni (okręg Bacău)
Negreni – wieś w Rumunii, w okręgu Bacău, w gminie Poduri. W 2011 roku liczyła 91 mieszkańców.